# متضاعفون
متضاعفين هم عبارة عن جنس خيالي من الالات المزودة بذكاء صناعي ظهر في مسلسل الخيال العلمي ستارغيت. كلا منهم لديه القدرة على التصرف بشكل منفرد عن الآخرين، ولكنهم جميعاً يعملون من أجل هدف واحد وهو مضاعفة أعدادهم ومن هنا جاء اسمهم.
ويرجع وجود المتضاعفين إلى إنسان آلي ذو مشاعر إنسانية قام بصناعتهم بغرض التسلية كألعاب ولكنه فقد السيطرة عليهم فانطلقوا في تدمير الكواكب التي في طريقهم، ويعثر أحد علماء الأسجار على واحد منهم ويعود به ليتسبب في هلاك الأسجار، غالباً ما يأخذ المتضاعفين شكل العنكوت الألي وأحيانا شكل بشري نتيجة تطورهم كما في الجزء السادس من ستارجيت واحد وفي مسلسل ستارجيت اطلانطس.
ظهروا أول مرة في نهاية الموسم الثالث من المسلسل، على أنهم عدو جنس الاسغارد. إلا أنه تم ذكرهم من قبل في نفس الموسم أيضا في حلقة لعبة عادلة أو (Fair Game).